# GTI Mortsel
Het Gesubsidieerd Technisch Instituut (GTI) te Mortsel is een secundaire school.

## Geschiedenis
Voornamelijk door de nabijheid van de fabriek Agfa-Gevaert, was er in de streek meer en meer nood aan goed opgeleide technici. De fabrieksarbeid evolueerde immers van eenvoudig bandwerk naar meer gespecialiseerde machine-bediening.

In 1960 bij de benoeming van René Ickx tot schoolhoofd van de jongensschool Lieven Gevaert aan de Deurnestraat werd voor het eerst het idee gelanceerd een lagere secundaire school op te starten om technici op te leiden.
De voormalige vierde graad van het lager onderwijs had geen toekomst meer, zodat 7e en het 8e jaar werden omgevormd tot de eerste beroepsjaren. Victor Van Put en Alfons Boon waren de pioniers. Het was op 1 september 1962 dat de toenmalige schepen, August Jespers, zijn fiat gaf om een gemeentelijke beroepsschool te starten. Dat gebeurde in zeer primitieve omstandigheden in de Deurnestraat. Twee studierichtingen werden opgericht: Sanitaire Installaties onder leiding van Dhr. Constant Theunissen en Binnenhuisversiering onder leiding van Albert Servaes.
Vrij snel steeg het leerlingenaantal en waren er mensen nodig om het leraarskorps te komen versterken. Veel materiaal was er toen nog niet en de leerkrachten hebben vaak hun persoonlijk gereedschap ter beschikking gesteld.
Dankzij Alfons Boon – op 1 september 1965 als eerste directeur benoemd – en zijn leerkrachten werd de basis gelegd voor het huidige volledig uitgebouwde instituut. De school werd zelfstandig. Gestart (in 1962-1963) met slechts 39 regelmatige leerlingen, waren dat er in 1967 reeds 160. Het aantal personeelsleden steeg naar 18. In juni 1964 zetelde voor de eerste maal een examencommissie en ontvingen 4 leerlingen uit de studierichting Sanitaire Installaties en 3 leerlingen “Binnenhuisversierders” hun diploma.
Toen Mortsel in 2000 een stad werd, veranderde de school gedeeltelijk van naam en stonden de letters GTI niet langer voor  Gemeentelijk Technisch Instituut  maar voor  Gesubsidieerd Technisch Instituut .

## Het GTI vandaag
Momenteel (2019) studeren er ongeveer 500 leerlingen aan de school en geven er een ongeveer 80 leerkrachten les verspreid over twee locaties:  de Dieseghemlei  en  de IJzerenweglei  te Mortsel.
De school is een sterk uitgebouwde STEM-school (Science Technology Engineering Mathematics) en heeft verschillende sterke domeinen: decoratie—mechanica—energietechnieken–elektriciteit—industriële wetenschappen.
Elke leerling kan zijn persoonlijk traject volgen in de school.
Studenten die graag de handen uit de mouwen steken, die graag denken en doen volgen het A-traject richting Arbeidsmarkt.
Studenten die willen berekenen en selecteren en die wat er geleerd wordt graag toegepast zien. Studenten die hogere studies overwegen, kiezen voor het D-traject.
Studenten met interesse in wetenschap, wiskunde en techniek en graag studeren volgen het S-traject.